# Латушко, Павел Павлович
Павел Павлович Лату́шко (бел. Павел Паўлавіч Лату́шка; род. 10 февраля 1973, Минск, БССР, СССР) — белорусский государственный, политический и общественный деятель.
Министр культуры Республики Беларусь (2009—2012). Член Координационного совета по организации процесса преодоления политического кризиса. Руководитель Народного антикризисного управления. Представитель Объединённого переходного кабинета по вопросам транзита власти.

## Биография
Родился 10 февраля 1973 года в Минске.

### Образование
В 1995 году окончил юридический факультет Белорусского государственного университета.
В 1996 году окончил Минский государственный лингвистический университет.

### Карьера
В 1995—1996 годах — атташе договорно-правового управления Министерства иностранных дел Республики Беларусь.
В 1996—2000 годах — вице-консул, консул генерального консульства Республики Беларусь в Белостоке (Польша).
В 2000—2002 годах — начальник управления информации — пресс-секретарь МИД Беларуси.
С 6 декабря 2002 по 31 октября 2008 года — чрезвычайный и полномочный посол Республики Беларусь в Республике Польша.
С 4 июня 2009 по 16 ноября 2012 года — Министр культуры Республики Беларусь.
С 16 ноября 2012 по 15 января 2019 года — чрезвычайный и полномочный посол Республики Беларусь во Французской Республике, постоянный представитель Республики Беларусь при ЮНЕСКО.
20 мая 2013 года назначен чрезвычайным и полномочным послом Республики Беларусь в Королевстве Испания и Португальской Республике по совместительству, 15 декабря 2016 года — послом в Монако по совместительству. 15 января 2019 года освобождён от должности посла.
В марте 2019 года назначен директором Национального академического театра имени Янки Купалы.

### Политическая деятельность
Во время массовых акций протеста в 2020 году поддержал забастовку артистов театра, высказывался за отставку Караева и Ермошиной. Принял участие в похоронах Александра Тарайковского, погибшего во время ночного противостояния с силовиками.
Уволен с поста директора Купаловского театра 17 августа 2020 года, что связывают с его политической деятельностью. В поддержку Латушко актёры и режиссёры театра массово подали заявление на увольнение по собственному желанию.
18 августа вошёл в состав Координационного совета по трансферу власти, 19 августа избран в Президиум Совета. В начале сентября 2020 года стало известно, что Латушко покинул страну и находится в Польше. 7 сентября политик заявил, что причиной отъезда из Белоруссии стало давление на него со стороны сотрудников Комитета государственной безопасности, которые требовали его выхода из Координационного совета и прекращения критики Лукашенко.
16 сентября 2020 года Александр Лукашенко лишил Латушко дипломатического ранга Чрезвычайного и Полномочного Посла «в связи с совершением поступков, порочащих государственную (дипломатическую) службу».
11 октября 2021 года в Нюрнберге по инициативе возглавляемого Латушко «Народного антикризисного управления» прошла международная правовая конференция «Преступления против человечества и признание Лукашенко террористом». Госсекретарь Совета безопасности Республики Беларусь А. Г. Вольфович заявил, что именно оппозиционеры должны предстать на подобном процессе перед судом, по его мнению.
9 августа 2022 года сроком на 6 месяцев назначен Светланой Тихановской представителем по транзиту власти в Объединённый переходный кабинет Беларуси.

## Преследование и давление за политическую деятельность
17 августа 2020 года уволен с поста директора Купаловского театра.
21 декабря 2020 года Генпрокуратура РБ возбудила уголовное дело о создании экстремистского формирования, Павел Латушко стал фигурантом этого дела.
12 октября 2021 года стало известно о возбуждении Следственным комитетом Республики Беларусь уголовного дела в отношении Павла Латушко и Светланы Тихановской по статье 382 УК РБ («Самовольное присвоение звания или власти должностного лица»).
13 декабря 2021 года Генеральная прокуратура РБ сообщила о возбуждении уголовного дела в отношении Латушко за преступление против интересов службы.
20 декабря 2021 года телеграм-канал «Павел Латушко», телеграм-чат «Павел Латушко – Чат» и их аналоги в социальных сетях были признаны «экстремистскими материалами».
28 января 2022 года Латушко заявил в эфире канала Белсат, что против его дочери завели уголовное дело, квартиру девушки арестовали.
31 января 2022 года был задержан двоюродный брат Павла Латушко Анатолий. 20 сентября того же года его приговорили к шести годам колонии по нескольким статьям УК, в том числе за участие в протестах.
4 февраля 2022 года департамент финансовых расследований Комитета госконтроля сообщил о возбуждении уголовного дела против Павла Латушко.
25 августа 2022 года силовики задержали жену двоюродного брата Павла Латушко, у неё дома провели обыск по делу о «грубом нарушении общественного порядка», статья 342 УК. В октябре её приговорили к двум с половиной годам ограничения свободы без направления в исправительное учреждение открытого типа.
6 марта 2023 года суд в Минске приговорил заочно Павла Латушко к 18 годам лишения свободы.

## Ранги и классы
- Чрезвычайный и полномочный посланник 2 класса (6 декабря 2002 года)[1].
- Первый класс государственного служащего (4 июня 2009 года)[3].
- Чрезвычайный и полномочный посол (16 ноября 2012 года)[4].

## Владение иностранными языками
- Кроме русского и белорусского, владеет английским и польским языками[34].

## Личная жизнь
Бывшая супруга Наталья является женой белорусского дипломата и государственного деятеля Максима Рыженкова.